# Мрець (оповідання Лайбера)
« Мрець» (англ. The Dead Man) — містичне оповідання Фріца Лайбера, вперше опубліковане в листопаді 1950 року журналом «Weird Tales».

## Сюжет
Професор Макс Редфорд запросив свого друга письменника Фреда Александера, щоб продемонструвати об'єкт своїх нових досліджень молодого сусіда Джона Фіаринга. Фіаринг міг симулювати симптоми будь-якої хвороби.
У нього була потужно розвинута психосоматика. Але вона керувалась на підсвідомому рівні, тому Редфорд гіпнотизував його та програмував умовні сигнали для різних симптомів.
Александер відчував себе трохи ніяково, бо знав, що Фіаринг є коханцем дружини Редфорда.
В останньому експерименті Редфорд гіпнозом запрограмував сигнали для введення і виведення Фіаринга зі стану клінічної смерті.
Однак виведення, яке було запрограмоване на постукування в ритмі 3-1 не подіяло і зрештою Фіаринга похоронили.
Редфорд уникнув звинувачень у вбивстві, але його наукова кар'єра була зруйнована.
Через пів року він запросив Александера, і той побачив, що його дружина повністю постаріла і занедужала.
Друзі згадали Фіаринга, і Редфорд зізнався, що він на момент експерименту знав про зраду дружини і відчував неприязнь до піддослідного.
Після чого Редфорда осяяло, що злоба змусила його забути справжній код виведення Фіаринга з клінічної смерті, стукіт 3-2.
Дружина Редфорда раптово зривається і біжить на цвинтар, де похоронений Фіаринг.
Редфорд та Александер йдуть за нею.
Александер, який запізнився, зрештою побачив розриту зсередини могилу і Редфорда, задушеного скелетом Фіаринга.

## Схожі твори
- Факти справи містера Вальдемара[en] — оповідання Едрага По